# قانون اساسی غیرمدون
قانون اساسی غیر مدون (به انگلیسی: uncodified constitution) نوعی قانون اساسی است که در آن قواعد اساسی غالباً به شکل حقوق عرفی، کاربرد، رویه قضایی و انواع قوانین و اسناد قانونی است.
کانادا، نیوزلند، سن مارینو، اسرائیل ، عربستان سعودی و بریتانیا